# Дейвид Хеърууд
Дейвид Хеърууд (на английски: David Harewood) (роден на 8 декември 1965 г.) е английски актьор. Познат е с ролята си на Дейвид Естес в сериала „Вътрешна сигурност“.

## Личен живот
Със съпругата му Кърсти Хенди са женени от февруари 2013 г. и имат две деца.